# Glossario dei termini marinareschi (C-I)
Questa lista è suscettibile di variazioni e potrebbe essere incompleta o non aggiornata.

Il glossario è utile per la comprensione del linguaggio della storia della navigazione, degli sport velici e della marineria in generale.

## C
Cabestanoargano con tamburo verticale. "Cabestano" nella marineria italiana non esiste. È una storpiatura dell'inglese "Capstan" (che significa argano ad asse verticale, anticamente usato per la manovra a braccia delle ancore, delle drizze dei pennoni maggiori e in generale di qualsiasi altra manovra per la quale la semplice forza muscolare poteva risultare insufficiente.; quello ad asse orizzontale è "Windlass"). In italiano si utilizza "Barbotin" per il tamburo con le impronte per le maglie della catena. "Argano" è il termine d'impiego generico. Purtroppo il termine - errato - è riportato da alcuni sedicenti dizionari nautici come il "Dizionario di Marina" di Gallinaro e Bàrberi Squarotti.
Cablottocavo usato sulle imbarcazioni per l'ancorotto, piccola ancora a poche marre, specialmente sulle lance.
Cabotaggionavigazione costiera.
Caduta
Caduta di poppail lato poppiero (posteriore) di qualsiasi cosa verticale.
Caduta di pruail lato prodiero (anteriore) di qualsiasi cosa verticale.
Calapiccola insenatura.
Calafatol'esperto che effettua l'operazione di calafataggio.
Calafataggiooperazione atta rendere stagno uno scafo in legno, riempiendo con materiali adeguati ogni fessura tra i comenti del fasciame.
Calcagnòlo
la parte più bassa del dritto del timone o del dritto di poppa, quasi tallone dello scafo, dove si innesta l'ultima femminella del timone.
Calettatura a parella
Calùmolunghezza della cima o della catena dell'ancora filata fuori bordo; il termine deriva dal verbo «calumare» che significa «calare», «allentare», «mollare», (ma anche «tirare da un posto all'altro»). Più lungo è il calumo e più resistenza offrirà l'ancora.
Cambusalocale per lo stivaggio e la conservazione dei viveri.
Campo di girolo spazio circolare necessario ad una imbarcazione ancorata od ormeggiata su una boa per poter girare liberamente a causa del vento o delle correnti senza investire altre imbarcazioni.
Canaletta dell'albero (o del boma)ove viene inferita la ralinga della randa.
Candeliereasta metallica fissata lungo la falchetta di un'imbarcazione, al fine di permettere il passaggio e la messa in posizione delle draglie (i cavi orizzontali); l'insieme di candelieri e draglie costituisce la battagliola, cioè la "ringhiera" di protezione dalle cadute.
Cappa, In cappa, Alla cappaandatura di un'imbarcazione per affrontare il maltempo. Propriamente, la cappa è un'andatura caratterizzata dall'uso delle vele di cappa (tormentina a prua e randa di cappa sull'albero). Nella cosiddetta cappa inerte la barca è in bolina, la tormentina è cazzata al centro (eventualmente mettendo in tensione anche la scotta sopravento) e la randa è lasciata fileggiare leggermente. La barca, in quest'andatura, ha una piccola componente di movimento in avanti e una forte componente di scarroccio, quasi fosse in panna. Nella cosiddetta cappa filante, invece, la barca poggia di alcuni gradi per far portare la randa: questo riduce la componente di scarroccio e aumenta il movimento in avanti. La cappa secca, infine, è l'andatura della barca in tempesta a secco di vele: la barca si porterà al traverso ma manterrà una componente di velocità sufficiente a far manovrare il timone. Impropriamente, i velisti odierni chiamano mettersi alla cappa ciò che a rigore sarebbe mettersi in panna.
Caponare o capponaremettere in potere di un apposito grosso paranco (cappone) l'ancora che si è levata dal fondo e portarla lateralmente alla prora nel punto ove si tiene in posizione di sgombero per la navigazione.
Capone o capponegrosso paranco formato da un cavo passante per un bozzello triplo mobile e per tre pulegge di una gru (gru di capone) collocata a prora nel luogo dove si pone l'ancora in posizione di sgombero per la navigazione.
Carabottinogrigliato calpestabile in listelli di legno.
Carboneratipo di vela.
Carenadetta anche opera viva è la parte immersa di uno scafo.
Carenaggio, Fare carena,ripulire la carena dalle incrostazioni, che ne riducono la velocità, e ritinteggiarla con la vernice antivegetativa. Per le piccole imbarcazioni si fa alando sullo squero o a terra, per le grandi navi nel bacino di carenaggio.
Caricabasso
1) manovra che attraverso un sistema di pulegge/carrucole collega il boma al piede dell'albero formando un triangolo all'incirca equilatero. In condizioni di vento forte o andature portanti, il caricabasso trattiene in posizione il boma permettendo alla randa di rimanere in condizioni di tensione ottimali. Detto anche vang.
2) manovra che collega il tangone al piede dell'albero, che, congiuntamente al caricaalto, consente di mantenere il tangone in posizione orizzontale.
Caricamezzo
Carteggiotutte le operazioni grafiche che si effettuano sulla carta nautica per programmare e seguire la navigazione (tracciatura della rotta, punti nave, ecc.). Gli strumenti essenziali per carteggiare sono: carta nautica, compasso, squadretti, matita e gomma.
Cassa di mastra
CasserettoPiano di limitata dimensione e leggermente più elevato rispetto al ponte di coperta, posto sia a poppa che a prua allo scopo di offrire una migliore visuale ed una maggiore altezza interna ai sottostanti ambienti confinati di sottocoperta.
Casserosovrastruttura poppiera al disopra del ponte di coperta, che si estende per tutta la larghezza della nave (se non si estende per tutta la larghezza della nave si chiama tuga). Negli antichi velieri era la parte rialzata dal ponte di coperta compresa tra l'albero di maestra e la poppa.
Castagnolavedi galloccia.
Castellosovrastruttura prodiera della nave. Vedi cassero.
Catamaranoimbarcazione formata da due scafi. Possono essere simmetrici o asimmetrici. Quelli da regata sono divisi in varie classi di appartenenza. Poi si passa a quelli da crociera, famosi per il grande spazio centrale e per la velocità con venti leggeri e costanti.
Catenariafenomeno fisico per il quale una fune posta in trazione e sottoposta a forze laterali (gravità o forza del vento) non può stare perfettamente rettilinea ma subisce una deformazione che aumenta all'aumentare della forza laterale e diminuisce all'aumentare della tensione della fune. In nautica ci si riferisce con catenaria all'effetto che subisce lo strallo di prua messo in tensione dalla drizza del fiocco e che subisce una forza laterale dal vento che preme sulla vela.
Cavallinoinsellatura o curvatura in senso longitudinale del ponte di coperta.
Cavigliaattrezzo da lavoro, utilizzato per lavori sulle cime. È usata ad esempio per aiutarsi a impiombare un cavo, inserendola tra i legnuoli. Anticamente bastoni di legno duro (olivo, bosso) o di metallo, lunghi circa 30 cm, arrotondati, che infilati in supporto adeguato, detto cavigliera, servivano per fissare una manovra corrente (dar volta). Con lo stesso termine si indicavano anche i raggi (fissi) esterni delle ruote dei timoni di legno o ottone tornito, la cui impugnatura permetteva il governo della nave.
Caviglieraalloggiamento per le caviglie. Spesso un anello con fori, situato alla base di un albero. Anticamente spessa tavola di legno o metallo fissata  nei punti dove scendevano le manovre correnti dell'alberatura. Nei fori praticati nella tavola si infilavano le caviglie per fissare le manovre. Generalmente situate a lato delle sartie maggiori, all'interno della murata, sotto il capodibanda, oppure al piede d'albero su una struttura formata da due o più piccole colonne dette bittoni che sorreggevano una tavola forata detta pazienza
Cavitare, Cavitazionefenomeno fisico dovuto alla formazione di bolle gassose in un fluido per la locale riduzione di pressione che raggiunge la tensione di vapore. La cavitazione può ridurre l'efficienza e in alcuni casi danneggiare gravemente le eliche. Da non confondere con la ventilazione, che consiste nell'aspirazione d'aria da parte dell'elica a causa per esempio della ridotta immersione.
Cavoin marineria, sinonimo generico di fune, corda, canapo.
Cazzaretirare a sé una cima o una fune.
Ceppoparte superiore trasversale dell'ancora, che evita che la stessa si rovesci sul fianco non facendo così presa.
Cerataindumento impermeabile realizzato in tela cerata che si indossa a protezione della pioggia o di altre condizioni avverse.
Cerchio azimutalecerchio posizionato sulla bussola per effettuare i rilevamenti .
Cerchio capaceil luogo dei punti ove si osservano due oggetti con la stessa differenza di rilevamento.
Cerchio di ugual distanzail luogo dei punti con la stessa distanza da un oggetto.
Charternoleggio di imbarcazioni. Per estensione, barca noleggiata.
Chiesuolacolonna di sostegno e protezione della bussola magnetica. Contiene le sospensioni ed i meccanismi di compensazione.
ChigliaTrave posizionata nel mezzo della carena che percorre l'imbarcazione per la sua intera lunghezza da prua a poppa. Deve essere molto robusta perché tutti gli elementi che compongono uno scafo vanno ad innestarsi proprio sulla chiglia. Per questo motivo può essere considerata l'anima o la colonna vertebrale di un'imbarcazione.
CicalaAnello o maniglione di ferro che forma l'estremità superiore del fusto dell'ancora per ammanigliarvi la catena.
CimaCorda o fune in termini marinari.
CintaNelle costruzioni in legno, primo corso di fasciame del fianco. Il termine si usa anche nelle costruzioni in acciaio e composito, per indicare tale zona.
Circumnavigarecompiere il periplo costeggiando.
Classe velicainsieme di modello, regole, condizioni e vincoli poste alla costruzione e all'allestimento di un tipo di imbarcazione a vela destinata a competere con altre barche simili o identiche.
Clumpprolungamento inferiore della ruota di prora.
Coffapiattaforma semicircolare che si trova quasi sulla sommità di ogni albero dei velieri a vele quadre, con la parte rotonda rivolta verso prora.
Collare
Comento, Chimentolinea di giunzione del fasciame.
Commandosottile cavetto di canapa, ottenuto commettendo due trefoli anziché tre, utilizzato per fasciare cavi più grossi per proteggerli dall'usura e per legare l'estremità di un cavo vegetale affinché non si sfilacci.
Controfioccosecondo fiocco posto davanti al principale.
Controrandain un armo che prevede una randa aurica, cioè quadra, è una vela triangolare posta al di sopra della randa
Controscotta
Controvelaccinovela quadra del trinchetto posta immediatamente sopra il velaccino.
Controvelacciovela quadra della maestra posta immediatamente sopra il velaccio.
Copertaprimo ponte scoperto della nave.
Copertinoponte parziale, che si estende solo su una porzione della nave
Coppigliainserto metallico, tipicamente ad anello, usato per bloccare un perno nella sua sede. Esempi frequenti sono il blocco del perno del timone o dei grilli.
Coronamento- fanale bianco di navigazione
- orlo superiore della poppa.
Corpo mortogrosso peso adagiato sul fondo (o grossa ancora con catena) sul quale viene ancorata una boa.
Correnteparte attiva di una corda nella realizzazione di un nodo.
Corso (di fasciame)ciascuna delle sequenze orizzontali di tavole che compongono il fasciame.
Costalinea di confine tra la terra e l'acqua di un oceano, golfo, mare o grande lago oppure costola (componente della struttura portante dello scafo)
Costolastruttura trasversale dello scafo.
Crestpiccolo scudo in legno lucidato con sopra applicata una fusione rappresentante la nave, il suo nome ed il suo motto. In uso specialmente per le navi militari.
Crocettadistanziatore delle sartie dall'albero; struttura composta dall'incrocio delle barre costiere e traverse posta attorno al colombiere
cuccettail letto di una imbarcazione.
Cunninghammanovra della famiglia del tesabase per vele bermudiane, che, passando per una brancarella e tesando al basso l'inferitura della randa, oppone la sua tensione alle drizze sulla ralinga e consente di variare l'allunamento o il grasso di vela.
Curva di Williamson
manovra con la quale si porta l'imbarcazione sulla rotta opposta a quella precedentemente seguita, e nelle stesse acque.

## D
Dabbassosottocoperta.
Dacronmateriale con il quale vengono realizzate le vele delle imbarcazioni da diporto. Materiale meno nobile di altri (come il mylar) che invece vengono usati su imbarcazioni da regata. Il dacron è un tessuto sintetico, la cui caratteristica saliente consiste nel non impregnarsi di acqua, in modo da mantenere l'efficienza delle vele anche se bagnate.
Dar fondocalare l'ancora in modo da ancorarsi sul fondo.
Declinazione magnetical'angolo compreso tra il nord geografico ed il nord magnetico.
Denti di canepiccoli tipici crostacei (balanus perforatus) dalla forma troncoconica che si abbarbicano sulla carena, riducendo le prestazioni dell'imbarcazione.
Deriva (moto)
- spostamento dell'imbarcazione dovuto alle correnti. Come lo scarroccio, che però è dovuto al vento.
Deriva (scafo)
- elemento della carena di una imbarcazione che serve a limitare lo scarroccio della stessa nell'andatura di bolina. Può essere fissa o mobile. Per estensione vengono dette derive le piccole barche da diporto o sportive di modeste dimensioni (470, 420, laser, etc.).
Deviazione magnetical'angolo compreso tra il nord magnetico ed il nord bussola.
Diamante- parte centrale dell'ancora tra le due marre.
- sistema composto da crocette e sartie per irrigidire l'albero negli armi 3/4.
Disco antirattoè un disco di metallo o di plastica che viene inserito sui cavi di ormeggio per impedire ai topi di risalire dalla banchina all'imbarcazione lungo il cavo stesso.
Dislocamentoil peso del volume d'acqua spostato (dislocato) da un'imbarcazione quando questa viene varata. Corrisponde al peso a vuoto dell'imbarcazione.
Dormienteè la parte fissa di un cavo o di una manovra; è detto anche arricavo.
Dragliacavo d'acciaio o di tessile, teso tra supporti detti candelieri e pulpiti, che va a formare la battagliola, una sorta di ringhiera sui lati dell'imbarcazione.
Nei velieri: cavo teso anticamente come lo strallo tra colombiere d'albero e un punto a prua, sul quale veniva inferita una vela, come fiocco o (vela di draglia). Successivamente eliminato, la cui funzione (vela di draglia di ..) venne svolta dallo strallo stesso (vela di strallo di ...). 
il lato destro dell'imbarcazione guardando verso prua.
Dritto di poppa- elemento strutturale che chiude la chiglia dell'imbarcazione verso poppa. Detto anche telaio di poppa. Nonostante il nome, può essere di qualunque forma, anche curvo.
- la direzione anteriore dell'asse longitudinale.
Dritto di prora- elemento strutturale che chiude la chiglia dell'imbarcazione verso prora. Detto anche ruota di prora.
- la direzione posteriore dell'asse longitudinale.
Drizzaè una delle manovre correnti. Viene utilizzata per issare una vela. Ogni vela ha la sua drizza, alla quale dà il nome (drizza di randa etc.).
Drizza doppia
Drizzistaaddetto a manovrare le drizze.
Dromopunto di riferimento artificiale sulla costa, di varia forma, utile alla rilevazione nella navigazione costiera diurna.
Dugliala spira di un cavo raccolto. vedi addugliare.
Dyneemafibra ad elevate caratteristiche meccaniche utilizzata per confezionare cime. Commercializzata anche col nome di Spectra

## E
Ecoscandagliostrumento usato per misurare la profondità del mare (laghi, fiumi ecc.). Funziona misurando il tempo di ritorno di un'eco ultrasonica. Conoscendo velocità di propagazione del suono in acqua calcola la profondità. Vedi anche sonar.
Equipaggiol'insieme del personale imbarcato che lavora all'interno di una nave.
Entrobordotermine con il quale si intende tutto ciò che sta all'interno della barca, della nave o dello scafo. Vedi anche motore entrobordo
Entrofuoribordotermine con il quale si intende tutto ciò che sta in parte dentro lo scafo ed in parte fuori dello scafo, così come il motore entrofuoribordo, gli ombrinali, l'astuccio dell'elica etc.

## F
Falchettapiccolo rialzo posto alle estremità della coperta. Ha come scopo principale quello di dare maggiore stabilità a chi, per un qualunque motivo, si trovasse a camminare sottovento sull'imbarcazione, riducendo il rischio di finire fuoribordo.
FallaApertura accidentale nello scafo. Tramite di essa, l'unità potrebbe imbarcare acqua.
Falso dritto di poppa
Fanali di viai fanali di poppa d'albero e laterali che vengono accesi per la navigazione notturna.
Fasciamerivestimento esterno della nave, a copertura delle ordinate o costole.
Fatizzo o fattizzopunto di ancoraggio della catena dell’ancora allo scafo, generalmente situato all'interno del pozzo catene, opportunamente progettato in modo che la catena sia sganciabile in caso di emergenza e dotato di un carico di rottura compreso tra il 15 ed il 30% del carico di rottura della catena.
Femminellala parte femmina del cardine del timone, solidamente fissata allo specchio di poppa. In generale indica un anello metallico, utilizzato per gli agganci.
Ferzoritaglio della vela, solitamente di forma triangolare, che cucito con altri dà la forma della stessa.
Fiammabandiera lunga e sottile.
Figura di galleggiamentosuperficie della nave racchiusa dalla linea di galleggiamento.
Filacciafasci di fibre di canapa che vengono commessi insieme a tre per comporre un cavo.
Filarelasciar scorrere una cima o una catena ma tenendola in leggera tensione.
Filza di bompressolunga cassa munita di 6-7 pulegge.
Fioccovela triangolare posta a prua dell'imbarcazione, inferiti a strallo o a draglia.
Nei velieri:
trinchettainferito allo strallo di trinchetto per l'andatura di cappa. Sinonimo di tormentina.
trinchettinainferita allo strallo di parrocchetto (strallo di gabbia di trinchetto).
gran fiocco o fiocco di dentroinferito alla draglia omonima.
secondo fiocco o falso fiocco o fiocco di fuoriinferito come il gran fiocco.
controfioccoinferito alla draglia omonima o allo strallo di velaccino di trinchetto.
augellettoinferito allo strallo di controvellaccino.
Fondavedi alla fonda.
Formaggettaè una sorta di tappo che viene posta in testa all'albero.
Formare le impavesatevoce di comando per indicare ai marinai di consegnare progressivamente le brande, secondo il proprio numero di bordo, agli incaricati di collocarle ordinatamente a posto.
Freccia
Frenellocavo o catena di trasmissione per il timone.
Fuoribordooltre il bordo della barca, tutto ciò che sta fuori della barca, vedi motore fuoribordo.
Fuori tuttolunghezza massima dell'imbarcazione, comprendente anche tutte le sporgenze.
Fusoelemento strutturale dell'ancora posto tra la cicala ed il diamante.
Forzapotenza del vento

## G
Gaffa o Alighierosimile al mezzo_marinaio ma con 2 ganci
Gallocciauna sorta di piccola bitta per dare volta ad un cavo, magari di una manovra corrente.
Gambettovedi grillo.
Garrocciogancio a molla fissato sulle vele di prua e poi sullo strallo.
Gassa, Gassa d'amantenodo realizzante un cappio non scorrevole, utilizzato, ad esempio, per fissare le scotte al fiocco.
Gavitellopiccolo galleggiante, di dimensioni inferiori alla boa, di legno, sughero o metallo sigillato, solitamente con la forma di due piramidi o coni uniti per la base con funzione di segnalazione. Il gavitello che segnala un relitto sommerso si chiama anche "grippale".
GavoneSpazio libero a prua e a poppa di un'imbarcazione, dove si depositano gli attrezzi o le dotazioni di bordo.
Genoavela triangolare issata tra l'albero più a prua di un'imbarcazione e l'estremità della prua o del bompresso. Il genoa si estende in lunghezza verso poppa, determinando una parziale sovrapposizione tra genoa e randa.
Gennakervela di prua il cui nome è dovuto all'insieme di Genoa e Spinnaker, in virtù delle sue caratteristiche dimensionali e funzionali intermedie tra le due precedenti.
Gerlosottile cavo utilizzato per serrare le vele.
Ghindacircuito di drizza del fiocco.
Ghiottapiccolo rialzo fissato sulla coperta attorno ad un macchinario (es. argano) per raccogliere eventuali colature di olio o grasso.
Giardinettofianco dello scafo verso l'estremità della poppa. Così detto perché anticamente ornato da piante. Vedi anche anca.
Ginocchioparte che collega il fondo dello scafo alla fiancata.
Giri di bussolaprocedimento per la determinazione della tabella delle deviazioni magnetiche di una bussola.
Girobussolabussola il cui funzionamento si basa sulle proprietà giroscopiche.
Gmtacronimo di Greenwich mean time: tempo medio di Greenwich, ove passa il meridiano 0 di riferimento.
Gnavvang al contrario, usato soprattutto negli skiff.
Gnomonicaun tipo di rappresentazione cartografica.
Golfareanello di metallo saldamente assicurato allo scafo o ad altre strutture dell'imbarcazione usato per agganciarvi paranchi, carrucole e cime. Anche "spina".
Gomenacima di sezione cospicua composta commettendo tre o più cavi piani (quindi torticcia) destinata all'ancoraggio.
Governaremanovrare e condurre un'imbarcazione.
Grafometrostrumento per effettuare il rilevamento polare.
Grasso"pancia" della vela.
Gran lascoandatura portante compresa tra il lasco e la poppa piena.
Gratilefune cucita lungo il bordo verticale di vele quadre per rinforzare la resistenza dell'orlo al logorio ed alla tensione.
Grillo(o Balzo o Gambetto) Ferro ad U, con le branche con un foro, per il quale passa un perno a vite con chiavetta, e che serve per unire pezzi di catena, o la catena alla cicala dell'ancora. Sinonimo di maniglione.
Grinderverricello usato sulle grandi barche da regata.
Grippalegavitello a cui viene assicurata la grippia nel caso che questa non venga tenuta a bordo, oppure per segnalare la posizione dell'ancora.
GrippiaCima (torticcia nei grandi vascelli a vela) che si ormeggia al diamante dell'ancora per facilitarne il recupero.
Gru del caponela gru che serve per caponare le ancore.
Guadagnare
sullo schermo del radar, quando un bersaglio si allontana dalla rotta di collisione, passando avanti. Contrario di “scadere”.
Guarnimentiindicazione generica di tutte le ferramenta per passacavi, del bozzellame e dei sistemi funicolari occorrenti per sistemare a posto le varie parti dell'alberata di una nave o di una imbarcazione e di alberi per antenne marconigrafiche, o per segnalazioni ottiche, e per fissare a dette parti le manovre dormienti e correnti.
Guidascotta(rinvio)

## I
Incagliarsiandare ad incastrarsi con la chiglia sul fondale, ad esempio tra scogli non affioranti. Se su fondo sabbioso si dice arenarsi.
Imbandoin una cima non tesa, la quantità di cima che bisogna ancora tirare per metterla in tensione (da "in bando" = allentato/a).
Imbarco- il salire a bordo dei passeggeri o il portare a bordo della merci
- il periodo trascorso o da trascorrere a bordo da un membro dell'equipaggio.
ImbardataRotazione di una nave attorno all'asse verticale.
Imbozzarsiormeggiare saldamente l'imbarcazione sia di prua che di poppa con ancore, catene o corde cercando di permettere il minor movimento possibile.
ImbrigliaturaManovra di paranchi stesi da lato a lato tra le sartie, verso la cima dell'albero maggiore.
ImbroglioCavo semplice o ghia, attaccato alle ralinghe delle vele per avvilupparle, o raccogliere sui propri pennoni.
Imbroglio di pennaCavo per stringere le vele verso il capo superiore.
imbroglio di sottoperché stringe la vela nella parte inferiore e la porta verso l'alto.
Immersionein una imbarcazione è la misura (in metri e centimetri o in piedi e pollici) dell'altezza della parte immersa, dal pelo dell'acqua alla superficie inferiore della chiglia.
Impavesareimbandierare (da pavese).
Impavesata
- sulle navi di legno: la continuazione della murata al di sopra del trincarino;
- nelle antiche navi da guerra: la continuazione della murata destinata a proteggere gli uomini dal fuoco di moschetteria;
- nelle navi da guerra che avevano artiglieria: era il prolungamento della murata completo con i rivestimenti esterni ed interni;
- nelle navi mercantili: detto parapetto ed è costituito da una serie di montanti, detti scalmotti, posti di tratto in tratto col loro piede prolungato verso il basso, fra un'ossatura e l'altra, con un leggero fasciame esterno ad essi applicato.
Impiombaturaunione di due pezzi di cavo di materia vegetale o metallica, o per la realizzazione di una gassa.
Incappellareinfilare una gassa su una bitta; nelle navi antiche posare le gasse delle sartie sul colombiere dell'albero.
Incappellaggiozona al di sopra della noce di un albero che accoglie il sartiame dormiente dello stesso (sartie, strallo).
Incatastatadetto di vela di randa bloccata sull'albero di maestra. Anche di ancora impigliata sul fondo.
Incattivatidetto di cavi o cime incastrati in modo tale che è difficile scioglierli.
Inferirel'atto di mettere nella loro sede le vele ed allacciarle alle loro antenne, pennoni o draglie per mezzo degli inferitoi, cordicelle dette anche "matafioni d'inferitura". Anche l'atto di passare una cima in uno o più bozzelli per la costruzione di un paranco.
Inferituraparte delle vele che si allaccia (si "inferisce") alle loro antenne, pennoni o draglie per mezzo. Anche "antennale".
Ingaggiare, Ingaggio
Ingavonare, Ingavonarsisi dice di una imbarcazione che, per una violenta raffica di vento o una manovra sbagliata, si inclini sul lato opposto alla direzione del vento tanto che l'acqua superi il bordo e penetri nell'imbarcazione. In ingegneria navale nave ingavonata indica invece una condizione particolare di ridotta stabilità, a causa del baricentro troppo alto, che rende stabile una condizione di nave inclinata. Da non confondere con nave sbandata la cui causa è il baricentro spostato da un lato. Può accadere per una errata sistemazione del carico a bordo.
In riga alle impavesatevoce di comando, al quale corrisponde uno speciale segnale di tromba per mandare la gente a prendere la propria branda prima di andare a dormire o a riporla subito dopo la sveglia.
Invasaturarobusta struttura sagomata atta a sostenere l'imbarcazione tirata in secco.
Inverinarsiil torcesi a spirale dei cavi quando non vengono avvolti nel verso giusto.
Isobatavedi batimetrica.
Issaresollevare, per mezzo di argani o paranchi, pesi a bordo o le vele sui propri alberi o pennoni.
IstriceOrdinanza di combattimento in quadrato.